# Hiệp hội bóng đá Iceland
Hiệp hội bóng đá Iceland (KSÍ) (tiếng Iceland: Knattspyrnusamband Íslands) là tổ chức quản lý, điều hành các hoạt động bóng đá ở Iceland. Hiệp hội quản lý đội tuyển bóng đá quốc gia nam và nữ, tổ chức các giải bóng đá như vô địch quốc gia và cúp quốc gia. Hiệp hội bóng đá Iceland gia nhập FIFA năm 1947 và UEFA năm 1954.